# San Marcos Tlacoyalco
San Marcos Tlacoyalco es una localidad del estado mexicano de Puebla. Es la localidad más poblada del municipio de Tlacotepec de Benito Juárez.

## Toponimia
El nombre «San Marcos» hace referencia al santo patrono de la localidad: Marcos el Evangelista. El nombre «Tlacoyalco» tiene dos posibles significados.
Una hipótesis es que proviene de los términos en náhuatl Tlalcoyotl, zorro; atl, agua; y co, locativo. Su significado sería «en el agua de los zorros». Otra hipótesis es que proviene de los términos en náhuatl Tlacotl, vara; yahualli, redondez; y co, locativo. Su significado sería «en el cerco o redondez de las varas».

## Demografía
| Gráfica de evolución demográfica |
|                                  |

| Censo | Población |
| ----- | --------- |
| 1900  | 1 954     |
| 1910  | 1 311     |
| 1921  | 1 663     |
| 1930  | 1 963     |
| 1940  | 1 945     |
| 1950  | 1 835     |
| 1960  | 2 107     |
| 1970  | 2 902     |
| 1980  | 3 579     |
| 1990  | 5 888     |
| 1995  | 7 506     |
| 2000  | 8 640     |
| 2005  | 9 411     |
| 2010  | 9 881     |
| 2020  | 10 509    |